# Уайт, Уильям Франклин
Уильям Франклин Уайт (англ. William Franklin Wight, 8 июня 1874 — 1954) — британский ботаник.

## Биография
Уильям Франклин Уайт родился 8 июня 1874 года.
В 1899—1900 годах Уайт был ассистентом по ботанической систематике в Стэнфорде. Он занимался также изучением флоры Индии.
Уильям Франклин Уайт умер в 1954 году.

## Научная деятельность
Уильям Франклин Уайт специализировался на семенных растениях.

## Некоторые публикации
- The Genus Eritrichum in North America. In: Bull. Torrey Bot. Club. 29, Nr. 6, 1902, S. 407—414.
- Code of Botanical Nomenclature. In: Bull. Torrey Bot. Club. 1904, Vol. 31: 5: 249—261.
- Native American species of Prunus. 1915.

## Почести
В его честь были названы следующие виды растений:
- Stenosiphonium wightii Bremek.[3]
- Holigarna wightii Balakr.[4]
- Bupleurum wightii P.K.Mukh.[5]
- Commelina wightii Raizada[6]